# Heine Andries Timmerman
Heine Andries Timmerman (20 augustus 1806 – 15 januari 1894) was voorzitter van het polderbestuur van de Groote Veenpolder in de gemeente Weststellingwerf en lid van de kerkvoogdij in Munnekeburen. Ook is hij als wethouder en locoburgemeester werkzaam geweest in de gemeente Weststellingwerf. Heine Andries Timmerman was getrouwd met Grietje Johannes Samplonius.